# Saint-Sigismond-de-Clermont
Saint-Sigismond-de-Clermont ist eine französische Gemeinde mit 162 Einwohnern (Stand: 1. Januar 2022) im Département Charente-Maritime in der Region Nouvelle-Aquitaine (vor 2016 Poitou-Charentes); sie gehört zum Arrondissement Jonzac und zum Kanton Jonzac. Die Einwohner werden Sigismonais genannt.

## Geographie
Saint-Sigismond-de-Clermont liegt etwa 85 Kilometer nördlich von Bordeaux. Umgeben wird Saint-Sigismond-de-Clermont von den Nachbargemeinden Plassac im Westen und Norden, Saint-Genis-de-Saintonge im Norden, Clion im Nordosten, Guitinières im Osten, Nieul-le-Virouil im Südosten und Süden sowie Consac im Südwesten.

## Bevölkerungsentwicklung
| Jahr                       | 1962 | 1968 | 1975 | 1982 | 1990 | 1999 | 2006 | 2019 |
| Einwohner                  | 141  | 137  | 122  | 114  | 107  | 138  | 155  | 155  |
| Quellen: Cassini und INSEE |      |      |      |      |      |      |      |      |

## Sehenswürdigkeiten
- Kirche Saint-Simon
- Zisterzienserkloster und Schloss La Tenaille, als Kloster um 1150 gegründet, 1793 weitgehend zerstört, seit 1958 Monument historique

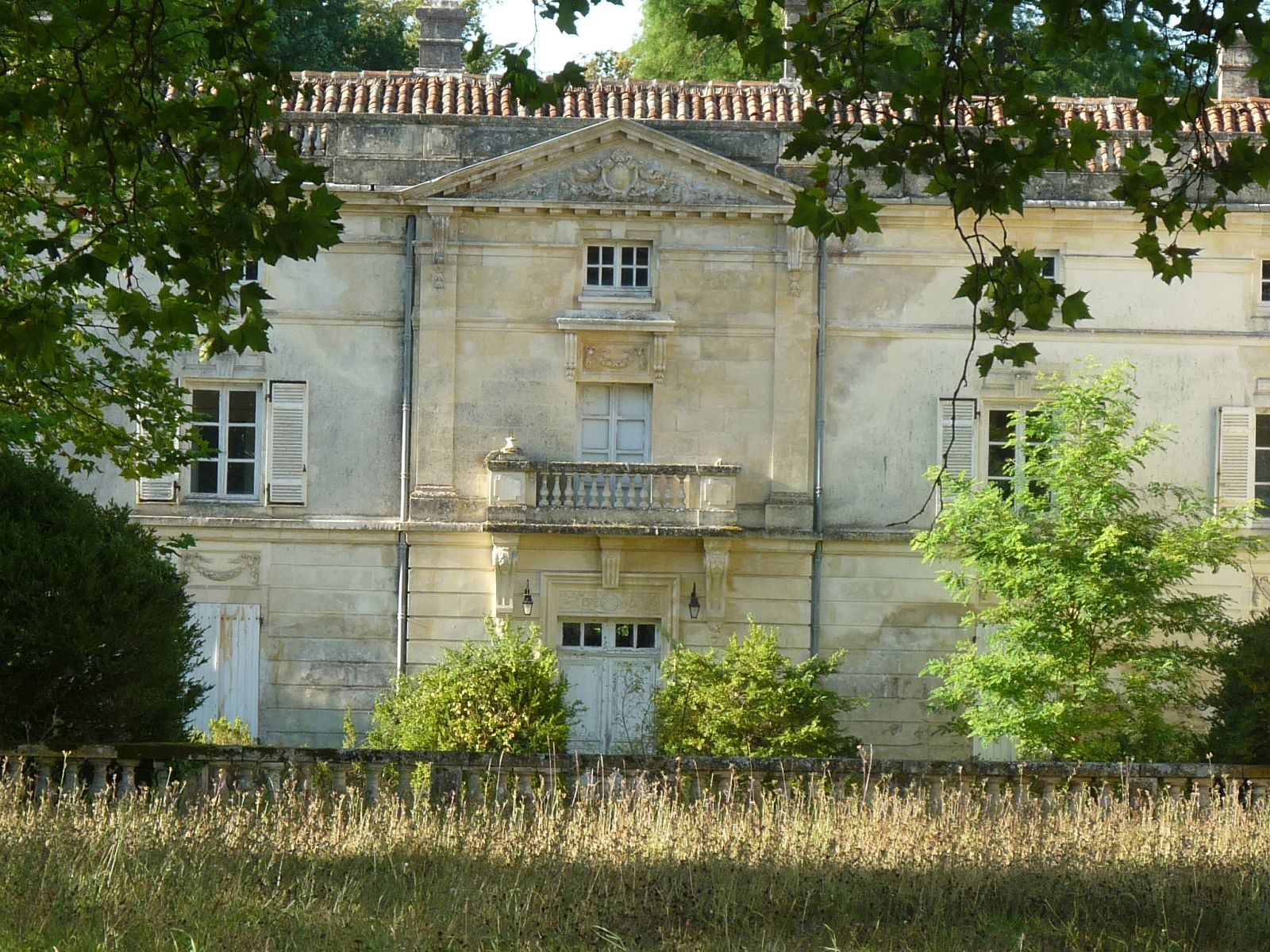
Schloss La Tenaille
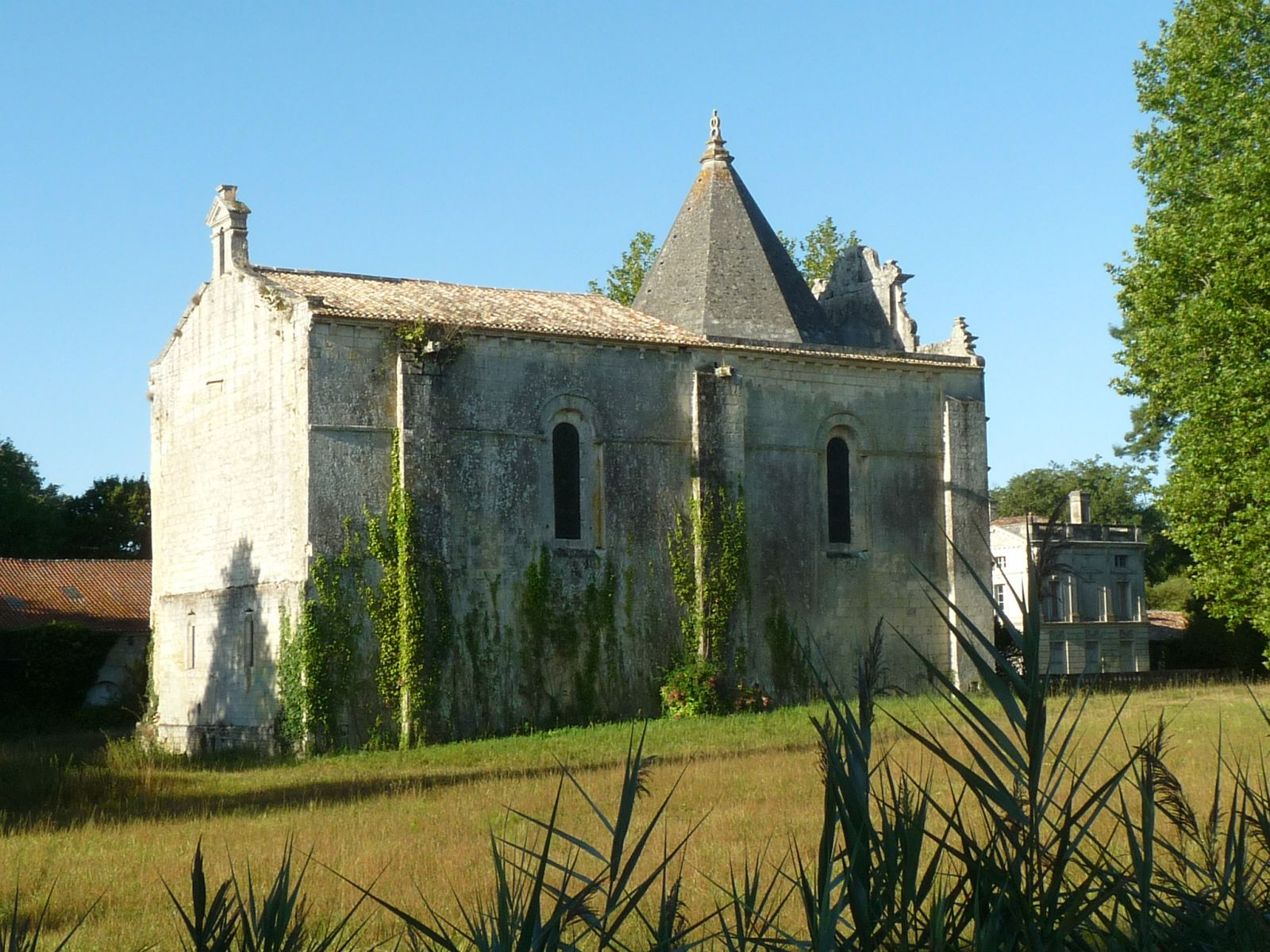
Kapelle von Tenaille